# Prunus korshinskyi
Prunus korshinskyi (đồng nghĩa Amygdalus korshinskyi (Hand.-Mazz.) Bornm.) là một loài Prunus thuộc họ Rosaceae. Lần đầu tiên nó được phát hiện tại Syria, và cũng là bản địa khu vực ở Thổ Nhĩ Kỳ và đông nam châu Âu. Nó hiện đang bị đe dọa vì mất môi trường sống. Đây là một loài cây bụi rụng lá cao tới 3,5 m, có họ hàng gần với hạnh nhân.

## Gieo trồng và sử dụng
Hạt ăn được dù hơi đắng, tương tự như hạnh nhân đắng. Các hạt này có thể ăn tươi hay qua chế biến.